# 데이브 르게노
데이브 러지노(Dave Legeno, 1963년 10월 12일 ~ 2014년 7월 6일)는 잉글랜드의 배우 및 격투가이다. 해리 포터 영화 시리즈에서 펜리르 그레이백 역할로 출연하였다.
2014년 7월 11일 캘리포니아주 데스 밸리 국립공원에서 숨진 채로 발견되었으며, 부검 결과 사인은 열사병인 것으로 밝혀졌다. 향년 52세

## 출연 작품
- 스노우 화이트 앤 더 헌츠맨 - 브로치 역
- 더 레이븐 - 퍼시 역
- 스워드 오브 벤전스